# Emmanuel Gas
Emmanuel Gas, né le 11 septembre 1970 à Lyon, est un joueur et entraîneur de football français. 
Joueur professionnel, essentiellement en deuxième division française, de 1989 à 2007, il intègre ensuite l'équipe technique du Clermont Foot. Il est l'entraîneur adjoint de Corinne Diacre puis de Pascal Gastien et de Laurent Battles depuis son arrivée au Clermont Foot.

## Carrière
Emmanuel Gas commence sa carrière de footballeur professionnel au CS Louhans-Cuiseaux en 1989-1990, comme défenseur gauche. Alors que le club évolue en Division 2, il devient titulaire deux ans plus tard et le reste jusqu'en 1997, malgré un passage de deux ans en National. 
En 1998, il signe au Clermont Foot Auvergne, en Championnat de France amateur, avec lequel il remporte le championnat et accède au National. En 2000-2001, il joue au FC Gueugnon, qualifié en Coupe UEFA (dont il joue un match). Il revient à Clermont avec lequel il remporte le National en 2002 et fait son retour en Division 2, devenue Ligue 2. Il met un terme à sa carrière en 2007, alors que le club auvergnat, retombé en National, obtient son retour en Ligue 2.

## Palmarès
- Vainqueur du Championnat de France National en 2002 et 2007 (Clermont Foot)
- Vainqueur du Championnat de France amateur en 1999 (Clermont Foot)

## Statistiques

### Joueur
Au cours de sa carrière, Emmanuel Gas dispute 274 matchs en Division 2 notamment,.
| Saison                | Club                  | Championnat           | Championnat | Championnat | Coupe(s) nationale(s) | Coupe(s) nationale(s) | Compétition(s) continentale(s) | Compétition(s) continentale(s) | Compétition(s) continentale(s) | Total | Total |
| Saison                | Club                  | Division              | M.          | B.          | M.                    | B.                    | Comp.                          | M.                             | B.                             | M.    | B.    |
| 1989-1990             | CS Louhans-Cuiseaux   | Division 2            | 4           | 0           | -                     | -                     | -                              | -                              | -                              | 4     | 0     |
| 1990-1991             | CS Louhans-Cuiseaux   | Division 2            | 13          | 0           | -                     | -                     | -                              | -                              | -                              | 13    | 0     |
| 1991-1992             | CS Louhans-Cuiseaux   | Division 2            | 23          | 0           | -                     | -                     | -                              | -                              | -                              | 23    | 0     |
| 1992-1993             | CS Louhans-Cuiseaux   | Division 2            | 20          | 0           | -                     | -                     | -                              | -                              | -                              | 20    | 0     |
| 1993-1994             | CS Louhans-Cuiseaux   | National 1            | 12          | 0           | -                     | -                     | -                              | -                              | -                              | 12    | 0     |
| 1994-1995             | CS Louhans-Cuiseaux   | National 1            | 23          | 0           | -                     | -                     | -                              | -                              | -                              | 23    | 0     |
| 1995-1996             | CS Louhans-Cuiseaux   | Division 2            | 39          | 2           | 2                     | 0                     | -                              | -                              | -                              | 41    | 2     |
| 1996-1997             | CS Louhans-Cuiseaux   | Division 2            | 41          | 0           | 5                     | 0                     | -                              | -                              | -                              | 46    | 0     |
| 1997-1998             | CS Louhans-Cuiseaux   | Division 2            | 17          | 1           | -                     | -                     | -                              | -                              | -                              | 17    | 1     |
| 1998-1999             | Clermont Foot 63      | CFA                   | 21          | 2           | 2                     | 0                     | -                              | -                              | -                              | 23    | 2     |
| 1999-2000             | Clermont Foot 63      | National              | 32          | 0           | -                     | -                     | -                              | -                              | -                              | 32    | 0     |
| 2000-2001             | FC Gueugnon           | Division 2            | 34          | 2           | 1                     | 0                     | C3                             | 1                              | 0                              | 36    | 2     |
| 2001-2002             | Clermont Foot 63      | National              | 14          | 0           | -                     | -                     | -                              | -                              | -                              | 14    | 0     |
| 2002-2003             | Clermont Foot 63      | Ligue 2               | 20          | 0           | -                     | -                     | -                              | -                              | -                              | 20    | 0     |
| 2003-2004             | Clermont Foot 63      | Ligue 2               | 20          | 0           | 1                     | 0                     | -                              | -                              | -                              | 21    | 0     |
| 2004-2005             | Clermont Foot 63      | Ligue 2               | 27          | 0           | 2                     | 0                     | -                              | -                              | -                              | 29    | 0     |
| 2005-2006             | Clermont Foot 63      | Ligue 2               | 16          | 0           | 3                     | 0                     | -                              | -                              | -                              | 19    | 0     |
| 2006-2007             | Clermont Foot 63      | National              | 5           | 0           | 2                     | 1                     | -                              | -                              | -                              | 7     | 1     |
| Total sur la carrière | Total sur la carrière | Total sur la carrière | 381         | 7           | 18                    | 1                     | -                              | 1                              | 0                              | 400   | 8     |

### Entraîneur
- depuis 2007 : adjoint à Clermont Foot[4]